# 鍾離徇
钟离徇（?-公元280年），会稽郡山阴县（今浙江省绍兴市）人，三国时孙吴政治人物。钟离牧之子。
钟离徇领兵为将，担任偏将军，戍守西陵（今湖北省宜昌市东）。钟离徇和监军使者唐盛分析西陵地形，认为宜城、信陵（今湖北省秭归县东）为建平郡（今重庆市巫山县北）之援，建议在信陵筑城。唐盛卻認爲，施績、留平在此地經營多年，都是當世名將，沒有必要再耗費精力修築城防，因此沒有採納鍾離徇的建議。半年過後，西晉果然以信陵爲突破口，向東吳防線發動攻擊。鍾離徇被任命爲水軍都督，率部迎敵，在與晉兵交鋒時犧牲。